# Chiffres elzéviriens

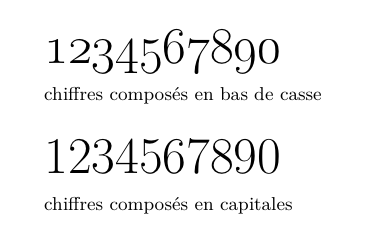

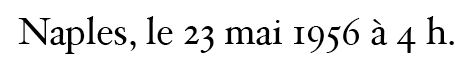
Exemple.

Chiffres elzéviriens dans les polices de caractères : Hoefler Text, Corbel et Monofur.

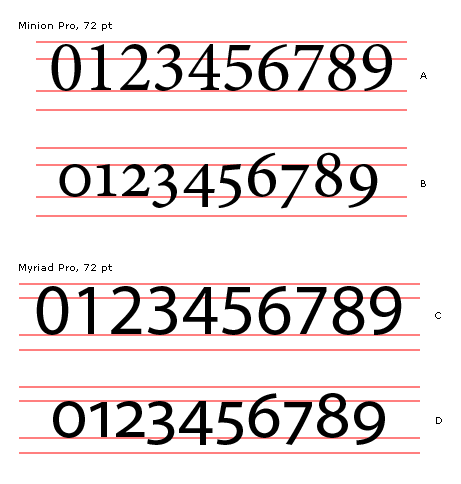
Comparaisons.

Les chiffres elzéviriens (du nom de la famille de libraires et imprimeurs hollandais Elzevier), chiffres minuscules, chiffres bas-de-casse, chiffres français, chiffres non alignés, ou chiffres suspendus sont, en typographie, des chiffres débordant de manière variable sur la hampe ou le jambage, en opposition aux chiffres classiques, dits chiffres Didot, alignés sur la ligne de base et de même hauteur que les majuscules.

## Polices de caractères avec chiffres elzéviriens

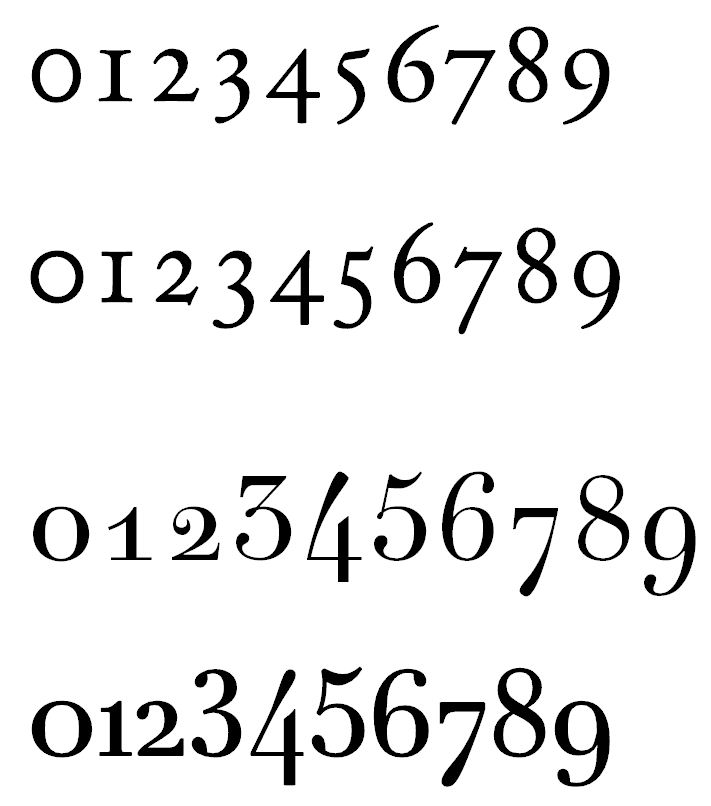
Exemples avec les polices de caractères Adobe Garamond, Adobe Caslon, Theano Didot et Essonnes Text. Dans les deux dernières, les 3, 4 et 5 montent davantage.

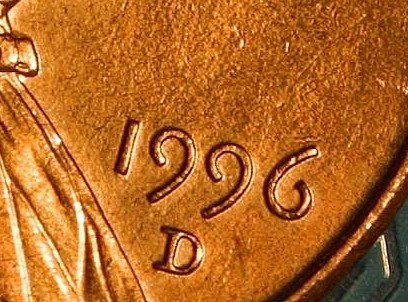
Chiffres elzéviriens marquant une date (détail d'un penny américain).

Plus courants dans les polices de caractères anciennes, ces chiffres sont rares dans les polices modernes. 
Avec le langage LaTeX, il est possible d'utiliser ces chiffres avec la commande \oldstylenums{}. 

### Famille des garaldes
Parmi les garaldes :
- Garamond
- Goudy Old Style Roman
- Palatino Roman
- Sabon Roman

### Autres
- Baskerville, Times Roman, Snell Roundhand Script
- Candara, Constantia et Corbel (2006, police Windows Vista)
- FF Scala (1990)
- Meta (1991)
- Georgia (1993)
- Hoefler Text (1991)
- Junicode (2009 dernière version)
- Monofur (2000)
- Linux Libertine dans la version Graphite